# فريد الأطرش
فريد الأطرش (21 أبريل 1917 - 26 ديسمبر 1974 )، موسيقي ومطرب وممثل سوري-مصري. ترك بصمات واضحة في الموسيقى والغناء العربي ويعد من أعلام الفن وحاصل على قلادة النيل العظمى.

## نسبه
ينتمي إلى آل الأطرش وهم أمراء وإحدى العائلات العريقة في جبل العرب جنوب سوريا هذه المنطقة المسماة جبل الدروز أيضاً نسبة لسكانها الدروز.

### والده
الأمير فهد فرحان بك إسماعيل الأطرش من جبل العرب في سوريا، تزوج ثلاث مرات: الأولى سنة 1899 وكانت زوجته طرفة الأطرش وأنجب منها ابنه طلال، والثانية سنة 1909 وكانت زوجته علياء المنذر، وأنجب منها خمسة أولاد: ثلاثة ذكور، وهم: أنور وفريد وفؤاد، وبنتان وهما: وداد وآمال التي غدت فيما بعد المطربة الشهيرة أسمهان. وفي السنة 1921 تزوج ميسرة الأطرش وأنجب منها أربعة أولاد: منير ومنيرة وكرجية واعتدال. توفي عام 1944 ودُفن في مدينة السويداء في سوريا.

### والدته
الأميرة علياء المنذر وهي مطربة تمتعت بصوت جميل قادر على تأدية العتابا والميجانا ، وهو لون غنائي معروف في سوريا ولبنان والأردن وفلسطين. تأثرت بمطرب العتابا اللبناني يوسف تاج الذي اتبّعت أسلوبه فيما بعد المطربة صباح، توفيت سنة 1968 ودُفنت في بلدة الشويت في جبل لبنان حيث كان للعائلة منزلا هناك إضافة إلى منزلهم الكبير في بلدة القريا في السويداء.

## حياته
ولد بعام 1917 في بلدة القريا في جبل الدروز. وقد عانى حرمان رؤية والده ومن اضطراره إلى التنقل والسفر منذ طفولته، من سوريا إلى القاهرة مع والدته هربًا من الفرنسيين المعتزمين اعتقاله وعائلته انتقاما لوطنية عائلة الأطرش في الجبل الذي قاتلوا ضد ظلم الفرنسيين في جبل الدروز بسوريا. وعاش فريد في القاهرة في حجرتين صغيرتين مع والدته عالية بنت المنذر وشقيقه فؤاد و أسمهان. التحق فريد بإحدى المدارس الفرنسية ((الخرنفش)) حيث اضطر إلى تغيير اسم عائلته فأصبحت كوسا بدلاً من الأطرش وهذا ما كان يضايقه كثيرا. ذات يوم زار المدرسة هنري هوواين فأعجب بغناء فريد وراح يشيد بعائلة الأطرش أمام أحد الأساتذة فطرد فريد من المدرسة. التحق بعدها بمدرسة البطريركية للروم الكاثوليك.
نفد المال الذي كان بحوزة والدته وانقطعت أخبار الوالد، وهذا ما دفعها للغناء في روض الفرح لأن العمل في الأديرة لم يعد يكفي. وافق فريد وفؤاد على هذا الأمر بشرط مرافقتها حيثما تذهب.
حرصت والدته على بقاء فريد في المدرسة غير أن زكي باشا أوصى مصطفى رضا بأن يدخله معهد الموسيقى. عزف فريد في المعهد وتم قبوله فأحس وكأنه ولد في تلك اللحظة. إلى جانب المعهد بدأ ببيع القماش وتوزيع الإعلانات من أجل إعالة الأسرة. وبعد عام بدأ بالتفتيش عن نوافذ فنية ينطلق منها حتى التقى بفريد غصن والمطرب إبراهيم حمودة الذي طلب منه الانضمام إلى فرقته للعزف على العود. أقام زكي باشا حفلة يعود ريعها إلى الثوار، أطلّ فريد تلك الليلة على المسرح وغنّى أغنية وطنية ونجح في طلته الأولى. بعد جملة من النصائح اهتدى إلى بديعة مصابني التي ألحقته مع مجموعة المغنين ونجح أخيرا في إقناعها بأن يغني بمفرده. ولكن عمله هذا لم يكن يدر عليه المال بل كانت أموره المالية تتدهور إلى الوراء. بدأ العمل في محطة شتال الأهلية حتى تقرر امتحانه في المعهد ولسوء حظه أصيب بزكام وأصرت اللجنة على عدم تأجيله ولم يكن غريبا أن تكون النتيجة فصله من المعهد. ولكن مدحت عاصم طلب منه العزف على العود للإذاعة مرة في الإسبوع فاستشاره فريد فيما يخص الغناء خاصة بعد فشله أمام اللجنة فوافق مدحت بشرط الامتثال أمام اللجنة وكانوا نفس الأشخاص الذين امتحنوه سابقا إضافة إلى مدحت. غنى أغنية الليالي والموال لينتصر أخيرا ويبدأ في تسجيل أغنياته المستقلة. سجل أغنيته الأولى (يا ريتني طير لأطير حواليك) كلمات وألحان الملحن الفلسطيني يحيى اللبابيدي فأصبح يغني في الإذاعة مرتين في الإسبوع لكن ما كان يقبضه كان زهيدا جدا.
استعان بفرقة موسيقية وبأشهر العازفين كأحمد الحفناوي ويعقوب طاطيوس وغيرهم وزود الفرقة بآلات غربية إضافة إلى الآلات الشرقية وسجل الأغنية الأولى وألحقها بثانية (يا بحب من غير أمل) وبعد التسجيل خرج خاسرا لكن تشجيع الجمهور عوض خسارته وعلم أن الميكروفون هو الرابط الوحيد بينه وبين الجمهور. عرف فريد عادات جميلة وعادات غير مستحبة، فكان اتصاله بالقمار شيئا من تلك العادات السيئة، أدمن على لعب الورق حتى عود نفسه على الإقلاع، وعرف أيضا حبه للخيل. ذات يوم وفيما كان في ميدان السباق راهن على حصان وكسب الجائزة وعلم في الوقت عينه بوفاة أخته أسمهان في حادث سيارة فترك موت أخته أثرا عميقا في قلبه وخيل إليه أن المقامرة بعنف ستنقذه. تعرض إلى ذبحة صدرية وبقي سجين غرفته، تسليته الوحيدة كانت التحدث مع الأصدقاء وقراءة المجلات، اعتبر أن علاجه الوحيد هو العمل. وبينما كان يكد في عمله سقط من جديد واعتبر الأطباء سقطته هذه النهائية، ولكن في الليلة نفسها أراد الدخول إلى الحمام فكانت السقطة الثالثة وكأنها كانت لتحرك قلبه من جديد وتسترد له الحياة، فطلب منه الأطباء الراحة والرحمة لنفسه لأن قلبه يتربص به، وهكذا بعد كل ما ذاقه من تجارب وما صادف من عقبات عرف حقيقة لا يتطرق إليها شك وهي أن البقاء للأصح. توفي في مستشفى الحايك في بيروت إثر أزمة قلبية وذلك عام 1974 عن عمر ناهز 57 سنة.
لقب ب(ملك العود) و( موسيقار الأزمان ) ولقب موسيقار الأزمان أطلقه عليه الأديب سعود القويعي من خلال موقع حمل نفس الأسم وبقي زمنا يهدي لمحبيه نوادر أنغامه ومعلومات عنه . وانتشر الإسم في كل المواقع دون حفظ حقه في الإسم . وصدر اخيرا الكتاب الذي يحمل اسم ( موسيقار الأزمان الأعمال الكاملة ) لنفس المؤلف .

## أفلام فريد الأطرش
اشترك فريد الأطرش في 31 فيلما سينمائيا في السينما المصرية كان بطلها جميعا وقد أنتجت هذه الأفلام في الفترة الممتدة من السنة 1941 حتى السنة 1975. أشهر الأفلام على الإطلاق والذي جنى أرباحا طائلة هو فيلم حبيب العمر، لأنه مثّل قصة حب حقيقية. أما فيلم عهد الهوى المقتبس عن ألكسندر دوماس الصغير عن روايته غادة الكاميليا.. وهذه الرواية لها قصة، ففي العشرينات من القرن الماضي، قام يوسف بيك وهبي بعرض مسرحية حول مادة الرواية، وشاركته البطولة الفنانة روز اليوسف واسمها مرجريت أما اسمه كان أرمان، وكان هذا العرض قد أثار ضجة كبيرة وأرباح طائلة وهو من أوائل العروض المسرحية الكبيرة ليوسف وهبي. وبعد سنوات طويلة، قام يوسف وهبي بإقناع فريد بدور أرمان ومريم فخر الدين بدور مرجريت أما يوسف وهبي نفسه فاكتفى بدور الأب. وكان فريد الأطرش يختار القصص بعناية، وبالذات القصص التي تتقاطع ولو قليلا مع قصة حياته. ففيلم عهد الهوى هذا، يمثل فقدان الحبيب بعد أن غفر له كل زلاته أو حتى كبائره، وخداع الآخرين له.. وفيلم حكاية العمر كله، وهو من الأفلام المهمة لفريد، فيمثل ضياع العمر بالنسبة له، وعدم جدوى فائدة البحث عن الحبيب بعد ذلك. أما فيلم ودعت حبك والذي أثار ضجة كبيرة حين عرضه، بسبب وفاة البطل في النهاية، فلم يقنع المتفرجين سوى خروج فريد فاتحا الستار ليقول للمتفرجين ها أنا ذا لم أمت. ولا يجب أن ننسى فيلم رسالة من امرأة مجهولة للمنتج صلاح ذو الفقار والمخرج صلاح أبو سيف وكم تقاطعت الأحداث مع قصة حياة الموسيقار الكبير فريد الأطرش. وكان الفيلم هذا تحوّلا في حياة الفنانة التي شاركته بطولة الفيلم، لبنى عبد العزيز، وغرس حب الموسيقار وطيبته. والتي طالما أنصفته وتكلمت بجرأة عنه غير مهتمة بآراء الآخرين التي تريد تذويب قيمة فن ومشوار هذا الموسيقار الكبير. وبالنسبة للخدمات الفنية الكبيرة التي قدمها الموسيقار الأطرش للفنانين الآخرين والفنانات، يطفو على السطح ما صرحت به الفنانة اللبنانية صباح مؤخرا: لا عيب في أن أقول أن من رفعني ومن قدمني للجمهور هو الموسيقار فريد الأطرش. حدث هذا عندما تنكرت الفنانة رولا لدور صباح في شهرتها ووقوفها معها. ولكن، سيدتي صباح، لم تنصف الموسيقار في حياته، ولم تقولي هذا الشيء إلا الآن، بعد فوات الأوان. مع أن الموسيقار الأطرش لم يصرح إلا تصريحا واحدا يخص صباح عندما قال قبل وفاته: لم تقدرني صباح كما يجب، لقد قدمت لها خدمات تستحق التقدير.

## الكتب المؤلفة عنه
كتب الباحثون عشرات الكتب تناولت فريد الأطرش. وقد تناول الباحثون فريد من جميع النواحي الاجتماعية والفنية والحياتية والعاطفية وغيرها.
ومن هذه الكتب:
- فريد الأطرش قصة حياته ومختارات من أغانيه - لسعيد الهيري.
- فريد الأطرش بين الفن والحياة - لسعيد الجزائري.
- فريد الأطرش لعبد الكريم عبد العزيز الجوادي - الشركة العالمية للكتاب ، بيروت.
- أول همسه (آلام وأنغام فريد الأطرش) تأليف سعود بن عبد العزيز القويعي
- أسمهان (ملهاة الحقيقة ومأساة اللغز) تأليف سعود بن عبد العزيز القويعي ـ الرياض- السعودية
- موسيقار الأزمان (الأعمال الكاملة) تأليف سعود بن عبد العزيز القويعي ـ الرياض
- فريد الأطرش العالمي نابغة عصره , مؤسسة ناس . لبنان . د. مهندس محمود الأحمدية
- فريد الأطرش- دار الآفاق، بيروت.
- لحن الخلود فريد الأطرش- دار الآفاق الجديدة.
- مذكرات فريد الأطرش. دار العودة، بيروت.
- فريد الأطرش. دار مكتبة الهلال، بيروت.
- النصوص الكاملة لأغاني فريد الأطرش. أبو العلا أحمد عبد الفتاح. دار التفكير، القاهرة.
- فريد الأطرش بين الفن والحياة. لجنة من أصدقاء الفنان الراحل. دار المعارف، القاهرة.
- فريد الأطرش نحو الخلود. مركز الحضارة العربية، القاهرة.
- ديوان فريد الأطرش، القسم الأول والثاني. دار الشرق العربي، حلب.
- ديوان فريد الأطرش، القسم الأول والثاني. دار الشرق العربي، القاهرة.
- الموسيقار الكبير فريد الأطرش. نبذة عن حياته. مجموعة أغانيه. منشورات مكتبة التعاون، بيروت.

## الشعراء الذين غنّى من أشعارهم
غنّى فريد الأطرش كلمات كثير من شعراء عصره ومن أشهرهم:
- أحمد بدرخان
- أحمد خميس
- أحمد رامي
- أحمد شفيق كامل
- أحمد منصور
- الأخطل الصغير (بشارة الخوري)
- إسماعيل الحبروك
- أمين صدقي
- أنور عبد الله
- أيمن الهيري
- بديع خيري
- بيرم التونسي
- توفيق بركات
- حسين السيد
- حسين شفيق المصري
- خالد الفيصل
- أبو السعود الإبياري
- شريفة فتحي
- صالح جودت
- عبد الجليل وهبة
- عبد العزيز سلام
- فتحي قورة
- كامل الشناوي
- مأمون الشناوي
- محمد حلمي حكيم
- محمود فهمي إبراهيم
- مدحت عاصم
- مرسي جميل عزيز
- ميشال طعمة
- يحيى اللبابيدي
- يوسف بدروس

## الفنانون والفنانات الذين لحن لهم
لحّن لعدد من الفنانين والفنانات العرب، ومن أشهرهم:
- أسمهان.
- إسماعيل ياسين.
- سميرة توفيق.
- تحية كاريوكا.
- ثريا حلمي.
- سامية جمال.
- سيد سليمان.
- شادية.
- فايزة أحمد.
- صباح.
- عصمت عبد العليم.
- فتحية أحمد.
- ليلى الجزائرية.
- مها صبري.
- نادية جمال.
- دلال الشمالي.
- وديع الصافي.
- عصام رجي.
- نادية فهمي.
- نور الهدى.
- وردة الجزائرية.
- فهد بلان.
- محرم فؤاد.
- نازك.
- طروب.

## اقرأ أيضا
- يوسف شوقي
- محمد عبد الوهاب

## وصلات خارجية
- فريد الأطرش على موقع IMDb (الإنجليزية)
- فريد الأطرش على موقع الدهليز
- فريد الأطرش على موقع قاعدة بيانات الأفلام العربية
- فريد الأطرش على موقع ميوزك برينز (الإنجليزية)
- فريد الأطرش على موقع أول ميوزيك (الإنجليزية)
- فريد الأطرش على موقع أول ميوزيك (الإنجليزية)
- فريد الأطرش على موقع أول ميوزيك (الإنجليزية)
- فريد الأطرش على موقع أول ميوزيك (الإنجليزية)
- فريد الأطرش على موقع أول ميوزيك (الإنجليزية)
- فريد الأطرش على موقع ديسكوغز (الإنجليزية)
- مبادرة فنية لحفظ تاريخ فريد الأطرش